# Hauptpost Wittenberg

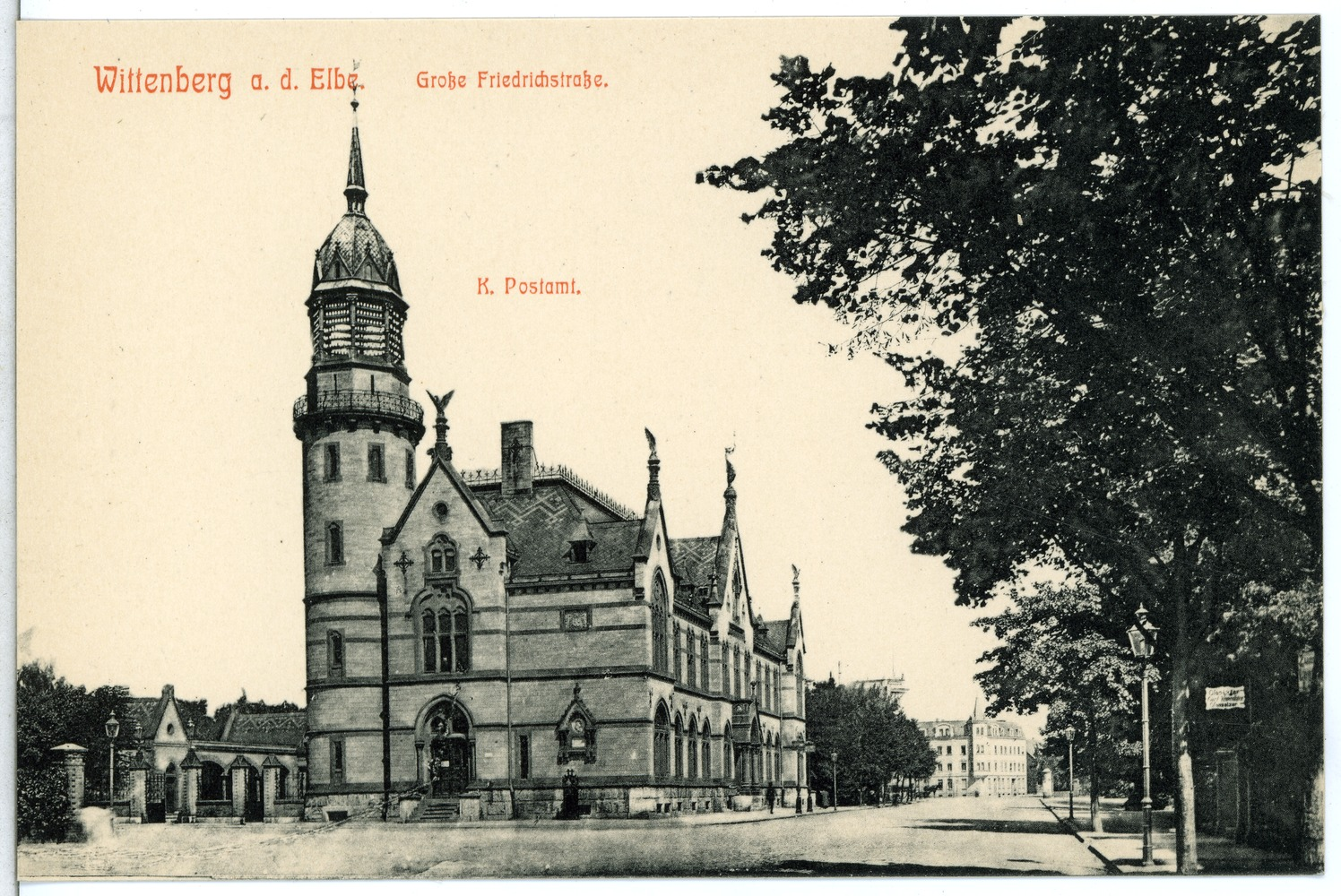
Ansichtskarte von 1911

Die Hauptpost in der Lutherstadt Wittenberg ist ein signifikantes Bauwerk am Rande der historischen Innenstadt in der Wilhelm-Weber-Straße. Sie ist ein denkmalgeschütztes ehemaliges Kaiserliche Post- und Telegraphenamt am linken Elbufer.

## Geschichte
Als 1822 die Chaussee zwischen Halle und Wittenberg fertiggestellt wurde, nahm auch der Postverkehr seinen Aufschwung und zusätzliche Postanstalten wurden durch die Postverwaltung in Auftrag gegeben wie die von Bitterfeld und weitere folgten.
Bereits 1876 erhielt Wittenberg den Telegrafenanschluss auf der Linie Berlin – Halle.

## Gebäude
Das neugotische Repräsentations-Gebäude wurde 1893 im Stil des Historismus erbaut, die Dachgiebel waren mit einem lebensgroßen Ritter und drei gusseisernen Adlern verziert. Am Ende des Zweiten Weltkriegs wurde durch Beschuss des Postamtes und die Kriegseinwirkungen der Turm und das Dach zerstört und später vereinfacht wieder aufgebaut.
An der Südseite des Gebäudes befindet sich eine Gedenktafel zu Ehren des Physikers Wilhelm Weber. Er, der 1804 in Wittenberg, Schlossstraße 10 zur Welt kam, gilt zusammen mit Carl Friedrich Gauß u. a. als Erfinder des elektromagnetischen Telegrafen.

## Heutige Nutzung
Heute dient das Gebäude als städtisches Postamt und Filiale der Postbank und Packstation 105 der Deutsche Post DHL-Group.

## Trivia
Unter Freunden der Philokartie sind historische Ansichten von Postgebäuden aus der Gründerzeit ein beliebtes Sammel- und Tauschgebiet.